# António Maria Lisboa
António Maria Lisboa Júnior (Ajuda, Lisboa, 1 de agosto de 1928 — Santa Engrácia, Lisboa, 11 de novembro de 1953) foi um poeta português.

## Biografia
Era filho de José de Noronha Lisboa, um proprietário lisboeta, e de Micaela do Céu da Silva, de Terras de Bouro, que foram para África, depois da morte do filho.

Eu estimo sobre tudo os teus olhos incolores

as tuas mãos inúteis, a tua boca verde 

Eu falo somente dos relógios caídos, dos autocarros 

Eu falo somente dos pés vermelhos

Eu falo... eu falo... eu falo...

No vigésimo século as nuvens são árvores

e os pássaros mais pequenos grandes paquidermes

Sim, é verdade, os cabelos loiros

Então, meia-noite!

Senhora, se me dá licença, este dia acabou

por este dia

simplesmente

A criança é porca, é inútil 

Muito obrigado.

 António Maria Lisboa 
Apesar da sua evidente preferência pelas artes e letras, foi obrigado pelo pai a frequentar o Ensino Técnico, que detestava. A partir de 1947 forma, com Pedro Oom e Risques Pereira, um pequeno grupo à parte das actividades dos surrealistas, adoptando uma postura inconformista diante da transformação do surrealismo numa escola, no que acabaria por conduzir ao abjeccionismo, termo em que convergem os princípios da estética surrealista e uma postura poética de «insubmissão permanente ante os conceitos, regras e princípios estabelecidos». Em Março de 1949, parte para Paris, onde permanece por dois meses. Datam provavelmente dessa curta estada os seus primeiros contactos com o Hinduísmo, a Egiptologia, e o Ocultismo em geral. Escreveu Erro Próprio (1950), o principal manifesto do surrealismo português. Colaborou na revista Pirâmide publicada entre 1959 e 1960 e foi redactor de Afixação Proibida, em colaboração com Mário Cesariny, amigo que o acompanhou até aos últimos dias de vida. Atormentado por dificuldades existenciais, morreu de tuberculose com apenas vinte e cinco anos, na Rua das Beatas, 36, terceiro andar direito (Santa Engrácia, Lisboa). Está enterrado no Alto de São João.

Ainda que inserida no surrealismo, a obra de António Maria Lisboa (em parte publicada postumamente por Luiz Pacheco na editora Contraponto) caracteriza-se por uma faceta ocultista e esotérica que a torna muito particular. Lisboa prefere intitular-se «metacientista», e não surrealista, porque, como argumenta numa carta a Mário Cesariny, a «Surrealidade não é só do Surrealismo, o Surreal é do Poeta de todos os tempos, de todos os grandes poetas». Em 1977 foi publicado um volume com a sua obra completa organizado por Cesariny. Na introdução, este salientou não só o facto de a destruição dos manuscritos operada por familiares do poeta constituir uma perda irreparável para a história do surrealismo português, como o facto de a sua morte prematura parecer encimar um itinerário fulgurante ao longo do qual poesia e vida constituíram uma unidade indissolúvel. Escreveu ainda acerca de António Maria o seguinte:
Preocupado com uma verdadeira aproximação às culturas exteriores à tão celebrada civilização ocidental, há na sua poesia uma busca incessante de um futuro tão antigo como o passado. Pode, e decerto deve, ser considerado o mais importante poeta surrealista português, pela densidade da sua afirmação e na direcção desconhecida para que aponta.

## Obras
- Afixação Proibida (1949);
- Erro Próprio (1950);
- Ossóptico (1952);
- Isso Ontem Único (Lisboa, 1953);
- A Verticalidade e a Chave (Lisboa, 1956);
- Exercícios sobre o Sonho e a Vigília de Alfred Jarry seguido de O Senhor Cágado e o Menino (Lisboa, 1958);
- Uma Carta: Estrela da Ilha em Puros Ministros (Lisboa, 1958)
- Poesia de António Maria Lisboa (org. Mário Cesariny, Lisboa, 1962)